# Mei (dinosaurie)
Mei long ("Den sovande draken") var en dinosaurie i underordningen theropoder, kladen coelurosaurier, familj Troodontidae. Mei long levde i Kina för cirka 130 milj. år sedan. 

## Namn

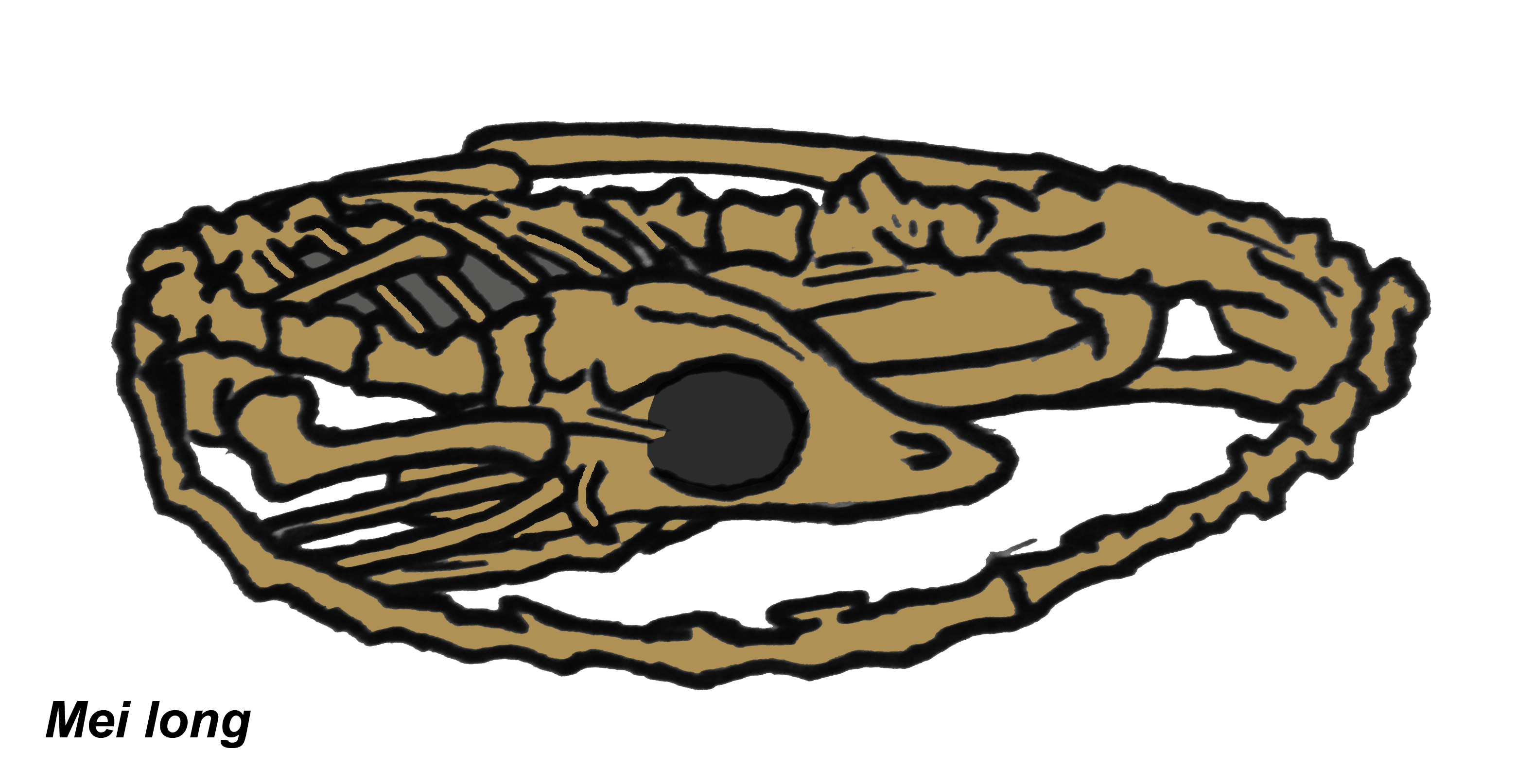
Illustration av Mei-fossilet.

Då man hittade det första fossilet av Mei, var det i ett skick man inte sett maken till förut. Skelettet av den lilla dinosdaurien ligger på mage med bakbenen tryckta mot kroppen, och fötterna ligger inskjutna under magen. Frambenen ligger också mot kroppen, och det storögda lilla huvudet ligger vridet mot vänster bakben. slutligen ligger svansen ringlad runt vänster sida av kroppen. Fåglar sover i en ställning som liknar denna, och mandarinskans Mei long betyder just "Sovande draken".

## Beskrivning

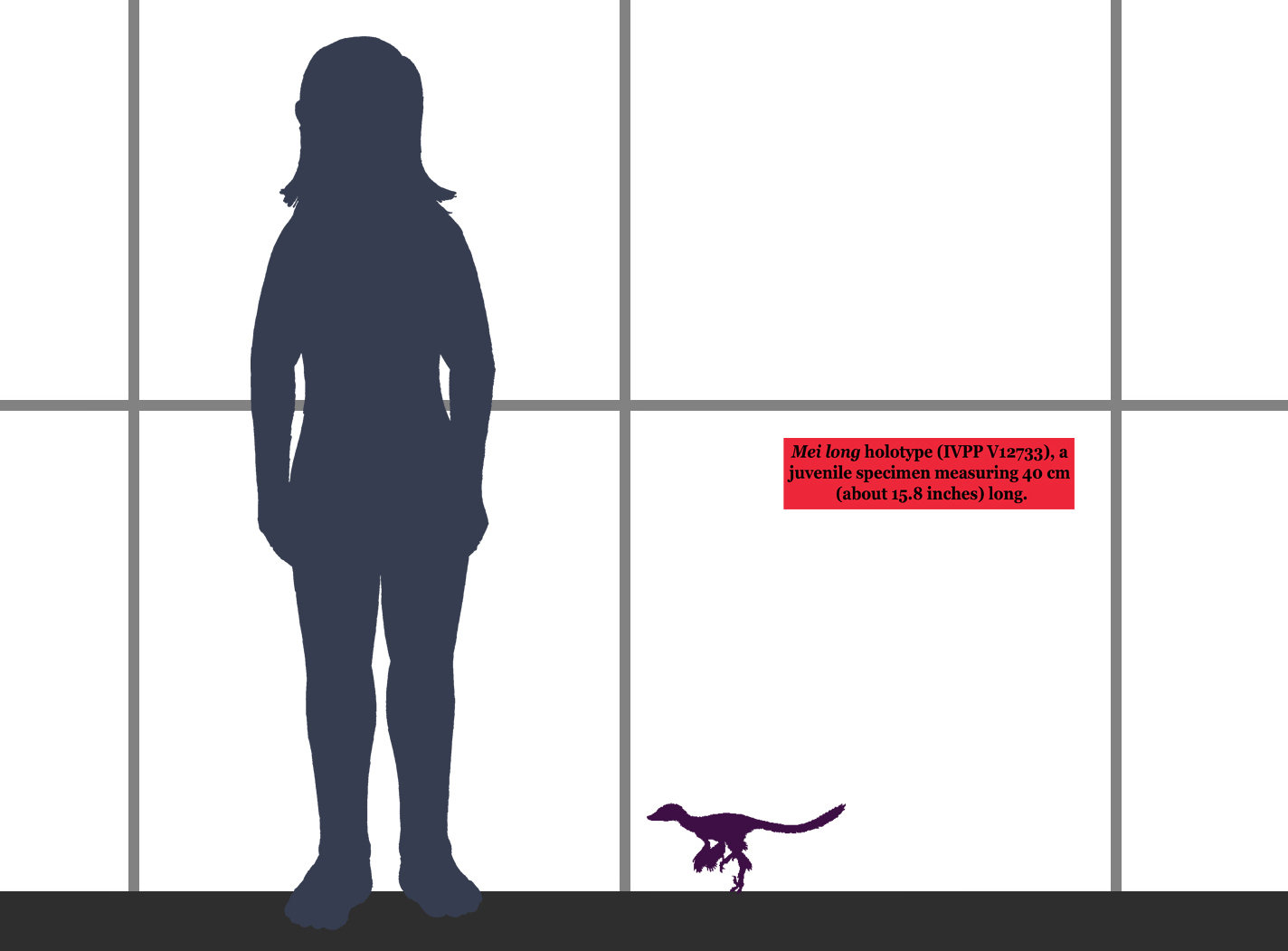
Storleken på holotypexemplaret, jämfört med en människa.

Liksom många andra coelurosaurier var Mei long troligtvis en ganska liten dinosaurie. Liksom både Dromaeosauridae och Troodontidae hade dess innersta av vardera 3 huvudtår en speciellt krökt klo som användes till att såra byten med. Mei hade stora ögon och en kort nos med små vassa tänder. bortsett från tänderna liknar Mei longs huvud en struts. Mei long avbildas även med fjädrar, något som många forskare tror coelurosaurier hade.